# Bugaj Zakrzewski
Bugaj Zakrzewski – część kolonii Antopol w Polsce, położona w województwie łódzkim, w powiecie radomszczańskim, w gminie Kodrąb.
W latach 1975–1998 Bugaj Zakrzewski administracyjnie należał do województwa piotrkowskiego.